# Відносини Узбекистан — НАТО
НАТО і Узбекистан активно розвивають практичну співпрацю. Узбекистан бере участь в засіданнях Ради євроатлантичного партнерства та дискусіях з членами НАТО і країнами-партнерами. Співпраця з оборонних питань проходить в рамках Процесу планування та аналізу, до якого Узбекистан приєднався в 2002 р
У числі інших напрямів практичного співробітництва — освіта, підготовка кадрів, планування на випадок надзвичайних ситуацій і наука. У 2008 році Узбекистан уклав угоду з Програмою НАТО Наука заради миру і безпеки по переробці багатьох тонн токсичного меланжу в нешкідливий хімічний продукт. Процес переробки успішно завершився влітку 2010 року.

## Співпраця в оборонній сфері
З 2002 року Узбекистан грає ключову роль в наданні підтримки діям членів НАТО в Афганістані. Узбекистан дав дозвіл Німеччині на використання аеродрому в місті Термез. Узбекистан також надав право на проліт над своєю територією і транзит для перевезень особового складу та предметів постачання членів НАТО. Через країну, як і раніше проходить один з основних транзитних маршрутів для надання гуманітарних вантажів до Афганістану, велика частина яких доставляється по мосту Хайратон. Узбецькі фахівці допомагають у здійсненні важливих інфраструктурних проєктів в Афганістані, включаючи реконструкцію десяти мостів, що зв'язують північ країни з Кабулом.
У 2009 р Узбекистан спільно з Росією, Україною, Казахстаном і Білоруссю уклали угоду з НАТО, яка зробила можливим перевезення нелетальних вантажів для МССБ до Афганістану залізничним транспортом. Перший пробний вантаж успішно доставлений по цьому маршруту в червні 2010 році.
НАТО підтримує процес демократичної та інституційної реформи в Узбекистані. Зокрема, у НАТО та окремих членів організації накопичений значний досвід в області реформи оборонного і силового сектора, яким активно користується Узбекистан.
Участь Узбекистану в Процесі планування та аналізу (ПАРП) з 2002 р направлено на досягнення оперативної сумісності між підрозділами НД Узбекистану і країн НАТО. Хоча після подій в 2005 року в місті Абіджан співпраця по лінії ПАРП було призупинено, у 2010 р Узбекистан поновив свою участь в програмі.
Поряд з низкою інших центральноазійських країн, Узбекистан  бере участь у фінансованих НАТО навчальних курсах, присвячених боротьбі з тероризмом. У травні 2010 року узбецькі посадові особи брали участь у посиленому курсі навчання, організованому по лінії програми НАТО Наука заради миру і безпеки для ознайомлення з новітніми методами і стратегіями антитерористичної боротьби. Узбекистан також спрямовує свій персонал на курси підготовки антинаркотичних кадрів. У 2008 році узбецькі посадові особи змогли скористатися засвоєними завдяки ініціативі Ради Росія-НАТО навичками, захопивши партію героїну вагою близько 600 кг, яку зловмисники намагалися провезти через країну.
Узбекистан продовжує брати участь в семінарах з питань оборонної політики і стратегії по лінії ПЗМ. Узбецькі офіцери задіяні в навчальних курсах з акцентом на вивчення англійської мови. Почалася також робота над створенням Навчального центру ПЗМ в Ташкенті.

## Цивільне надзвичайне планування
Важливими напрямками співробітництва є громадянське надзвичайне планування та координація допомоги при стихійних лихах і катастрофах. У квітні 2003 р Узбекистан провів у себе перші в Центральній Азії навчання під егідою РЄАП. На навчаннях «Фергана-2003» відпрацьовувалося міжнародне реагування на великий землетрус в регіоні.
В даний час НАТО і Узбекистан продовжують співпрацювати на даному напрямку. Консультуючись з членами НАТО, Узбекистан розвиває можливості своїх громадянських сил і засобів з реагування на природні та техногенні надзвичайні ситуації. Це охоплює вдосконалення процедур планування та методики організації рятувальних операцій.

## Наука та навколишнє середовище
По лінії програми Наука заради миру і безпеки (НМБ) Узбекистан отримав гранти на більш ніж 50 проєктів співпраці в сфері науки та довкілля. У листопаді 2009 року біля Самарканда розпочався проєкт по переробці 1,1 тис. тонн токсичного окислювача ракетного палива меланжу в нешкідливий хімічний продукт. Інші подібні проєкти — дослідження радіоактивних ризиків в Центральній Азії, водопостачання та опріснення води на основі сонячної енергії для потреб населення району Аральського моря, оцінка і зниження сейсмічного ризику в Узбекистані і проєкт моделювання для оцінки екологічної безпеки в регіоні.
У травні 2010 року вчені та інженери Узбекистану та інших країн регіону Співдружності незалежних держав взяли участь у науковій програмі НАТО, в якій передбачалося навчання фахівців цих країн методиці захисту інформаційних мереж. Основною метою тренінгу було зміцнення безпеки інформаційних мереж навчальних та науково-дослідних установ регіону СНД.
Узбекистан бере участь у проєкті Віртуальна шовкова магістраль, мета якого — поліпшити доступ до мережі Інтернет університетів і науково-дослідних установ у країнах Кавказу та Центральної Азії на базі супутникової мережі.

## Основні віхи
- 1992 Узбекистан приєднується до Ради північноатлантичного співробітництва, перейменованому в 1997 році в Раду євроатлантичного партнерства.
- 1994 Узбекистан приєднується до програми Партнерство заради миру.
- 1995 Узбекистан і НАТО підписують угоду про забезпечення безпеки.
- 1996 Узбекистан і НАТО стверджують першу Індивідуальну програму партнерства країни (ІПП). Узбекистан підписує Угоду про статус військ з членами НАТО.
- 2002 Узбекистан підключається до програми Віртуальна шовкова магістраль. Узбекистан приєднується до Процесу планування та аналізу ПЗМ (ПАРП).
- 2003 НАТО і партнерські країни завершують великі навчання, що проводилися в Узбекистані, з реагування на стихійні лиха і катастрофи.
- 2005 Генеральний секретар НАТО Яап де Хооп Схеффер закликає до проведення незалежного розслідування травневих подій в місті Анбіджан; Парламентська асамблея НАТО приймає заяву, в якій також рекомендується здійснення незалежного розслідування даних подій.
- 2008 Узбекистан підписує угоду про здійснення проєкту по лінії програми Наука заради миру і безпеки, спрямованого на знищення наявних в країні запасів меланжу — вкрай токсичного окислювача ракетного палива.
- 2009 Біля Самарканда починається переробка наявних в країні запасів токсичного меланжу в нешкідливий хімічний продукт.
- 2010 НАТО укладає домовленості з рядом країн, включаючи Узбекистан, про транзит нелетальних вантажів для МССБ до Афганістану залізничним транспортом. Успішне завершення проєкту з переробки меланжу.